# Korzeń przybyszowy

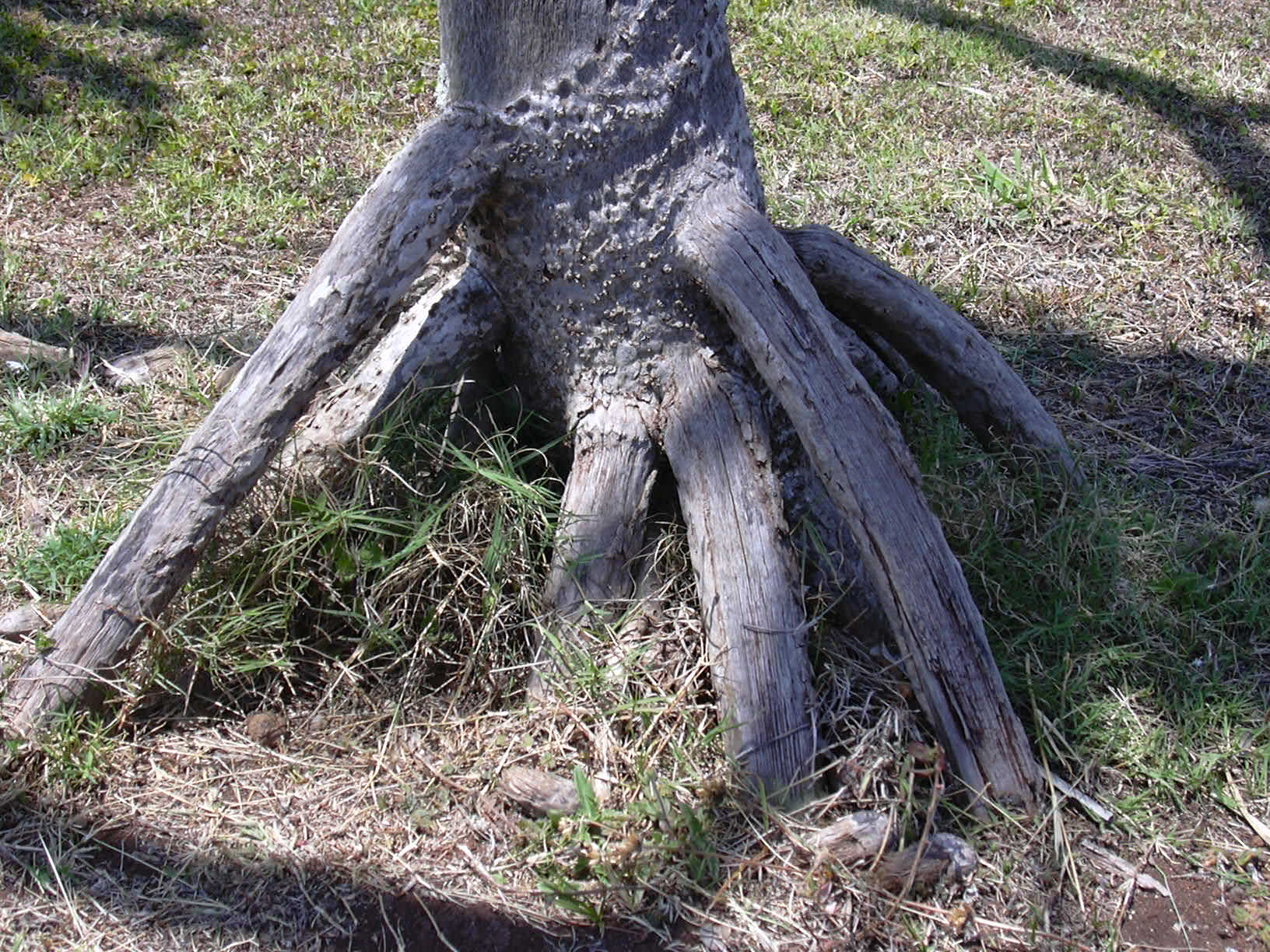
Pandan połaciowy i jego korzenie przybyszowe

Korzenie przybyszowe – korzenie wyrastające z pędu rośliny oraz z korzeni w strefie ich budowy wtórnej. Mogą współistnieć z korzeniem głównym lub zastępować go. Najczęściej wyrastają one z nasady pędu, ale u niektórych roślin mogą też wyrastać z łodygi lub liści. 
U roślin jednoliściennych korzeń główny szybko zanika, a na jego miejsce z nasady pędu wyrastają korzenie przybyszowe, tworząc tzw. korzenie wiązkowe. U roślin z rodziny wiechlinowatych korzenie przybyszowe mogą wytwarzać się w kolankach źdźbła, u niektórych roślin, np. begonii z blaszki liściowej. 
Odmianą korzeni przybyszowych są korzenie podporowe, jakie występują u roślin rosnących w grząskim podłożu, wyrastające z łodygi na pewnej wysokości nad ziemią i ukośnie wrastające w podłoże. Ich zadaniem jest stabilizacja rośliny. Występują przede wszystkim u roślin rosnących w lasach tropikalnych gdzie podłoże jest bardzo podmokłe (np. u figowców, palm, filodendronów, pandanów). Wśród roślin uprawnych korzenie podporowe wytwarza kukurydza zwyczajna.